# Adrien Bongiovanni
Adrien Ignazio Bongiovanni (Seraing, 20 september 1999) is een Belgisch-Italiaans voetballer die doorgaans speelt als spits. In juli 2025 verliet hij La Louvière.

## Clubcarrière
Bongiovanni speelde in de jeugd van Standard Luik, maar verkaste in de zomer van 2015 naar de opleiding van AS Monaco. Zijn eerste professionele wedstrijd speelde hij op 26 april 2017, toen in de halve finales van de Coupe de France met 5–0 verloren werd van Paris Saint-Germain. De doelpunten kwamen van Julian Draxler, Edinson Cavani, Safwan Mbaé (eigen doelpunt), Blaise Matuidi en Marquinhos. Bongiovanni begon op de bank maar mocht van coach Leonardo Jardim in de negenenvijftigste minuut invallen voor Valère Germain.
In de zomer van 2018 werd de Belg voor één seizoen op huurbasis gestald bij zusterclub Cercle Brugge. Na een verdienstelijk eerste seizoen werd de huurovereenkomst in juli 2019 met een jaar verlengd. In zijn tweede seizoen in Brugge kwam hij nog amper aan spelen toe. In januari 2020 werd hij verhuurd aan AS Béziers, de club waar ook Julien Serrano net naartoe was gestuurd. Medio 2020 huurde FC Den Bosch de Belg voor de duur van een seizoen. Bongiovanni mocht in de zomer van 2021 transfervrij vertrekken bij AS Monaco.
Hierop zat hij een paar maanden zonder club. In december leek hij zich aan te sluiten bij Patro Eisden. Vanwege familieredenen ging er een maand later een streep door de overgang, zonder gespeelde wedstrijden. Via Standard Luik kwam hij medio 2022 terecht bij Charleroi. Hier vertrok hij aan het einde van het seizoen, waarna hij een halfjaar zonder club zat. Bongiovanni tekende per januari 2024 voor La Louvière.

## Clubstatistieken
| Seizoen | Club            | Competitie       | Competitie | Competitie | Beker | Beker | Internationaal | Internationaal | Totaal | Totaal |
| Seizoen | Club            | Competitie       | Wed.       | Dlp.       | Wed.  | Dlp.  | Wed.           | Dlp.           | Wed.   | Dlp.   |
| ------- | --------------- | ---------------- | ---------- | ---------- | ----- | ----- | -------------- | -------------- | ------ | ------ |
| 2016/17 | AS Monaco       | Ligue 1          | 0          | 0          | 1     | 0     | 0              | 0              | 1      | 0      |
| 2017/18 | AS Monaco       | Ligue 1          | 0          | 0          | 0     | 0     | 0              | 0              | 0      | 0      |
| 2018/19 | → Cercle Brugge | Eerste klasse A  | 22         | 2          | 1     | 0     | —              | —              | 23     | 2      |
| 2019/20 | → Cercle Brugge | Eerste klasse A  | 3          | 0          | 0     | 0     | —              | —              | 3      | 0      |
| 2019/20 | → AS Béziers    | National         | 5          | 0          | 0     | 0     | —              | —              | 5      | 0      |
| 2020/21 | → FC Den Bosch  | Eerste divisie   | 6          | 0          | 1     | 0     | —              | —              | 7      | 0      |
| 2022/23 | Charleroi       | Eerste klasse A  | 1          | 0          | 0     | 0     | —              | —              | 1      | 0      |
| 2023/24 | La Louvière     | Eerste nationale | 15         | 1          | 0     | 0     | —              | —              | 15     | 1      |
| 2024/25 | La Louvière     | Eerste klasse B  | 11         | 2          | 2     | 1     | —              | —              | 13     | 3      |
| Totaal  | Totaal          | Totaal           | 63         | 5          | 5     | 1     | 0              | 0              | 68     | 6      |

Bijgewerkt op 3 juli 2025.